# شعر انتهائي

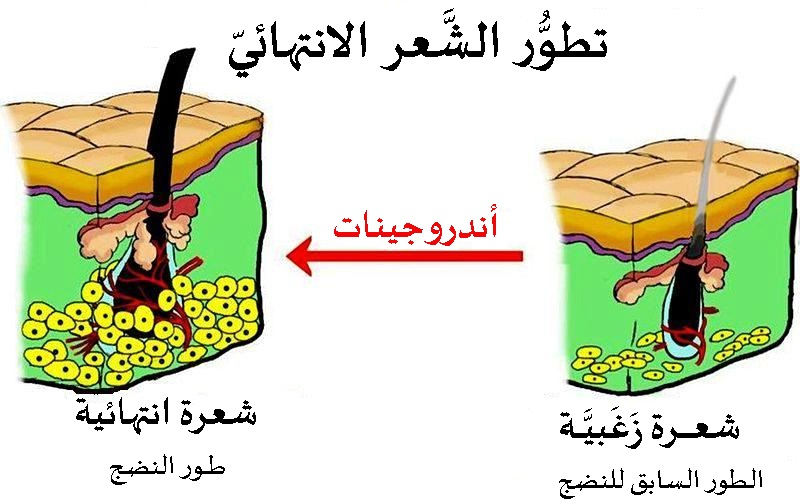
مقارنة الشعر الزغبي (يمين) مع الشعر الانتهائي (يسار) عند البشر. لاحِظ وجود نسيج تحت الجلد عند الشعر الانتهائي الثخين.

الشَّعر الانتهائي عند الإنسان ثخين وطويل وداكن بالمقارنة مع الشعر الزَّغَبيّ، وتتسبب الزيادة في مستويات الهرمون الأندروجينيّ خلال البُلوغ بجعل الشعر الزغبي يحل محل الشعر الانتهائي في أجزاء معينة من جسم الإنسان؛ ستكون لهذه الأجزاء مستويات حساسيَّة متغايرة للأندروجينات، وعلى نحو رئيسيّ تجاه عائلة التستوستيرون.
منطقة العانة حسَّاسة لهذه الهرمونات، كما هو الحال أيضا عند الحفرة الإبطية حيث سينمو شعر الإبط.
سينمو شعر الإبط والعانة عند كل من الرجال والنساء لحد يوصف أنه من الخصائص الجنسية الثانوية، ولكن قد ينمو للرجال شعر في مناطق أخرى كالوجه والصدر والبطن السيقان والذراع والقدم. وفي المقابل يتوقع أن يبقى للإناث عدد أكبر من الشعر الزغبي.